# مثقبية إيفانسية
مثقبية إيفانسية (الاسم العلمي: Trypanosoma evansi) هي نوع من الطلائعيات يتبع جنس المثقبية من الفصيلة المثقبانية.